# Coming Home in the Dark
Coming Home in the Dark ist ein neuseeländischer Thriller aus dem Jahr 2021. Regie führte James Ashcroft. Der Film feierte am 31. Januar 2021 auf dem Sundance Film Festival in der „Midnight Section“ Premiere.

## Handlung
Ein Ehepaar ist mit den gemeinsamen beiden Söhnen auf einem Roadtrip in Neuseeland unterwegs. Es gibt kleinere, alltägliche Probleme wie die Auswahl der richtigen Süßigkeiten an einer Tankstelle oder das Auslösen von Radarfallen. Sie werden als fröhliche Familie dargestellt. Auf einer Familienwanderung verändert sich die Situation, als sie auf zwei blutrünstige Psychopathen treffen. Auf den ersten Blick scheinen sie zufällig auf die bösartigen Rucksacktouristen Mandrake und Tubs gestoßen zu sein. Die Nacht ist voller Schrecken, Gewalt und Terror. Dabei wird klar, dass dies möglicherweise mit der Vergangenheit des Familienvaters als Schullehrer zusammenhängt. Am Ende gibt es einige offene Fragen, die niemals gelöst werden können.

## Produktion
Der Film basiert auf einer gleichnamigen Kurzgeschichte von Owen Marshall, die für den Film von Ashcroft und Eli Kent adaptiert wurde.
Der Film feierte am 31. Januar 2021 auf dem Sundance Film Festival in der „Midnight Section“ Premiere. Ende Oktober, Anfang November 2021 wurde er beim Fantasy Filmfest gezeigt.

## Rezeption

### Kritik
Von den bei Rotten Tomatoes erfassten Kritiken sind 92 Prozent positiv.
Meagan Navarro schreibt auf bloody-disgusting.com, der Thriller drehe sich um die moralische Frage, inwieweit auch Schweigen Komplizenschaft bedeuten kann. Er besitze zwar ein kraftvolles Thema, das durch plötzliche Ausbrüche schockierender Gewalt, die die stille Wut unterstrichen, umso eindringlicher wirke. Bis auf dieses Kernthema gebe es jedoch kaum weitere Handlung. Der Film verliere mit fortlaufender Dauer immer mehr an Intensität.

### Auszeichnungen
Fantasy Filmfest 2021
- Nominierung für den Fresh Blood Award

Sitges Film Festival 2021
- Nominierung als Bester Film im Official Fantàstic Competition[5]